# Penediment

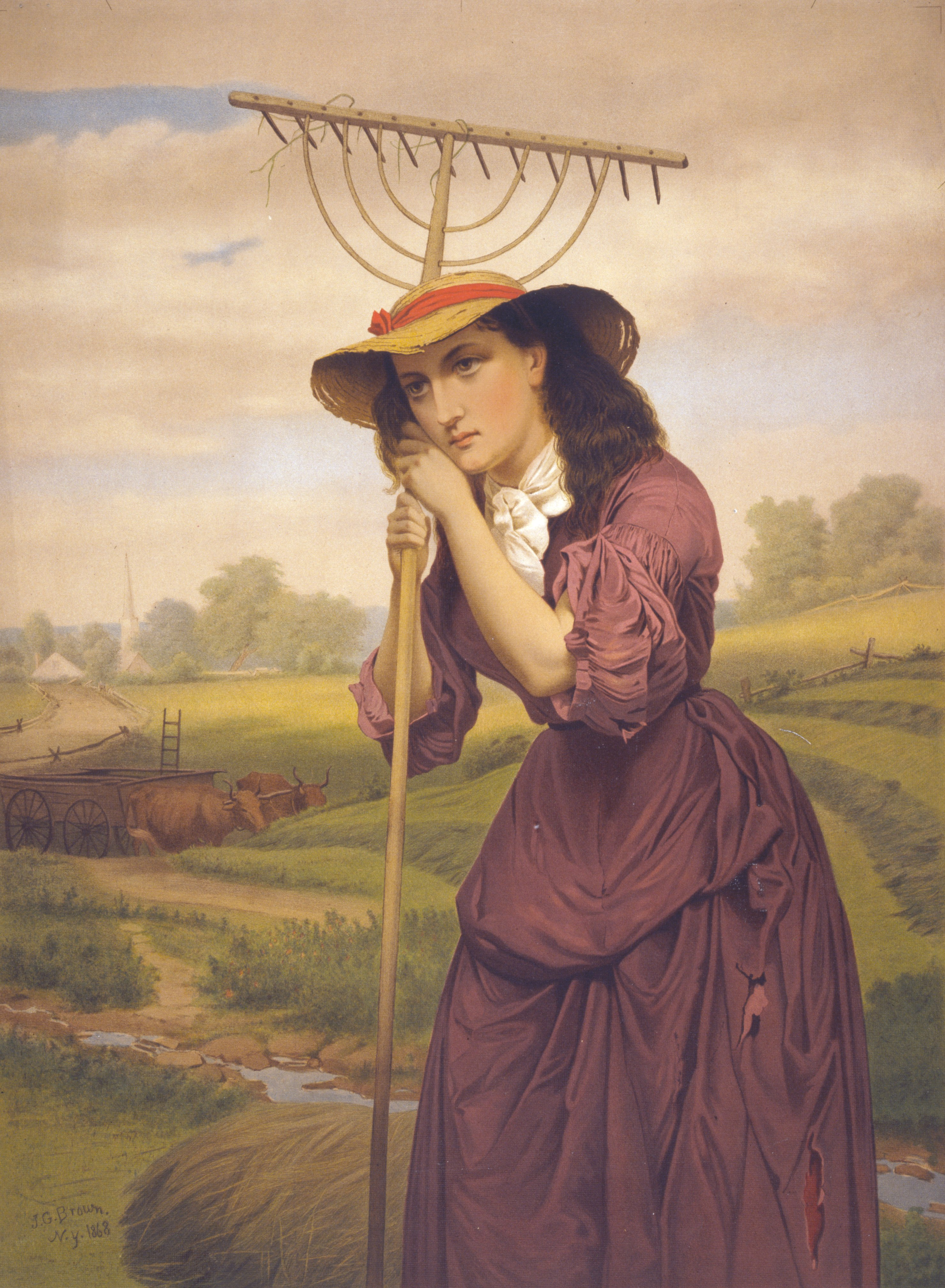
Maud Muller, heroïna protagonista de la novela de John Greenleaf Whittier, mira fixament a la distància, lamentant la seva inacció i pensant en allò que podria haver estat.

El penediment és l'emoció que se sent quan un voldria haver pres una decisió diferent de la presa perquè les conseqüències no han estat favorables.
El penediment té relació amb l'oportunitat percebuda. La intensitat varia amb el temps després de la decisió amb relació a l'acció envers la inacció, i amb relació a l'autocontrol a una edat determinada. Es creu que l'autorecriminació que sol acompanyar el penediment esperona l'acció correctiva i l'adaptació.
En les societats occidentals els adults solen penedir-se en gran manera de les tries que han fet amb relació a l'educació.
A finals de la dècada de 1990 el penediment fou definit com «l'emoció negativa predicada d'una inferència contrafactual, autoenfocada i projectiva». Una altra definició és «un estat emocional aversiu suscitat per una discrepància entre els resultats de les accions triades envers de les no triades».